# William Miles Maskell
William Miles Maskell (5 d'octubre de 1839 - 1 de maig de 1898) era un pagès de Nova Zelanda, polític i entomòleg.

## Vida personal
Nascut a Mapperton (Dorset, Anglaterra) de Mary Scott i William Maskell, un clergue anglicà, va assistir a l'escola St Mary's College a Oscott (Birmingham), i més tard a París, abans de ser nomenat alferes en l'11è Regiment d'infanteria (Devonshire Regiment) amb el qual va servir vora dos anys.
Primer va arribar a Lyttelton (Nova Zelanda) el 1860 i finalment es va implicar en les campanyes polítiques de Frederick Weld i Charles Clifford. Va retornar a Anglaterra alguns colps entre 1861 i 1863, però va retornar al setembre de 1865, adquirint una parcel·la de 2.000 acres (8,1 km²) a Broadleaze prop de Leithfield (Canterbury), poc temps després.
Va formar part de la recent formada Universitat de Nova Zelanda l'any 1876 i va aguantar aquesta posició fins a la seua mort.
Va contraure matrimoni amb Lydia Cooper Brown el 15 de setembre de 1874 mitjançant dues cerimònies, una catòlica i una protestant. Després de la mort de Lydia el 1883, es va tornar a casar amb Alice Ann McClean l'any 1886.

## Carrera política
Durant 1866, va ser elegit per representar a Sefton al Consell Provincial de Canterbury, una posició que va aguantar fins que aboliren les províncies l'any 1876. També va ser nomenat secretari provincial i tresorer durant el seu últim any en el Consell.
A més, es va presentar com a candidat al Parlament de Nova Zelanda dues vegades. En ambdues ocasions, a les eleccions generals del 1871, i després a les del 1876, perdent contra John Evans Marró. Després d'això, no va participar més en la política.

## Entomologia
Al voltant de l'any 1873, es va interessar per l'entomologia i va escriure el llibre: Un Recompte dels Insectes Nocius per a l'Agricultura i les Plantes de Nova Zelanda (An Account of the Insects Noxious to Agriculture and Plants in New Zealand), el qual estava dedicat majoritàriament per a concernir plagues de la superfamília dels coccoïdeus. Més tard, mentre la seua feina feia que esdevinguera més sabut, va enviar mostres d'insectes d'una varietat d'ubicacions, incloent Àsia, Fiji, Hawaii i les Amèriques. Açò va resultar en què va proposar més de 330 noms d'espècies.
A William li agradava especialment estudiar l'anatomia interna dels insectes, probablement a causa de la seua fascinació amb la fisiologia i la microscòpia, i el seu treball també va ser per estudiar etapes immadures dels mascles i femelles així com de les femelles madures.
Després d'experimentar amb el querosè, va començar a advocar pel control biològic de plagues, el qual implica trobar els depredadors naturals d'aquestes. Va ajudar Albert Koebele del Departament dels Estats Units d'Agricultura a recollir una espècie de marieta: Rodolia cardinalis, un depredador de la cotxinilla acanalada, la qual hi havia esdevingut en una plaga devastadora als camps citrícoles californians. En la seua Austràlia nativa, aquesta plaga va ser mantinguda sota control per un dípter parasitoide, Cryptochetum iceryae, el qual injecta els seus ous dins d'alguns membres de la família dels coccoïdeus, els quals acabaran sent devorats per les larves.
També va estudiar artròpodes, protozous i algues microscòpiques, publicant més de 70 articles de recerca sobre aquests temes. A més, va ser un fort opositor del darwinisme i ajudant amb els seus arguments a formar diversos debats científics de l'època.

## Mort
William Miles Maskell va morir a Wellington l'1 de maig de 1898 a sa casa després d'una seriosa operació. La seua segona esposa li va sobreviure, i no va tenir cap descendència.